# Ji2 Orionis
Ji2 Orionis (χ2 Orionis / 62 Orionis / HD 41117) es una estrella en la constelación de Orión de magnitud aparente +4,65. Aunque comparte la denominación de Bayer «Ji» con Ji1 Orionis, no existe relación física entre ambas. Mientras que Ji1 Orionis es una enana amarilla a sólo 28,7 años luz del sistema solar, Ji2 Orionis se encuentra tan alejada que su distancia no puede ser medida por paralaje. El valor generalmente adoptado —por su probable pertenencia a la asociación OB de Géminis— es de 4900 años luz.
Como cabe esperar por su distancia y brillo, Ji2 Orionis es una supergigante o hipergigante blanco-azulada enormemente luminosa, 410.000 veces más que el Sol. De tipo espectral B2Iaev, su radio es 59 veces más grande que el radio solar, equivalente a 0,28 UA. Se sabe además que Ji2 Orionis es una estrella binaria, su duplicidad descubierta mediante ocultación.
Con una masa estimada de 35 - 40 masas solares, la edad de Ji2 Orionis es de sólo 5 millones de años. En un futuro no muy lejano estallará como una brillante supernova, al producirse el colapso de su núcleo de hierro, ya que la fusión nuclear no progresa más allá de este elemento. Aunque la mayor parte de los núcleos colapsan en una estrella de neutrones, la enorme masa de Ji2 Orionis puede hacer que su núcleo acabe formando un agujero negro.